# 高鷲駅

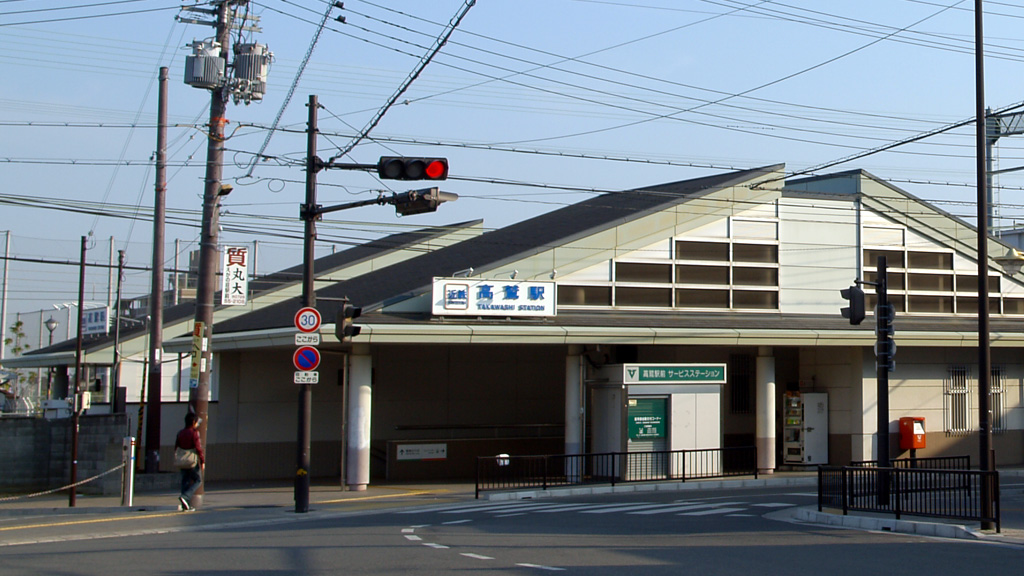
高鷲駅（南側）

高鷲駅（たかわしえき）は、大阪府羽曳野市高鷲一丁目にある、近畿日本鉄道（近鉄）南大阪線の駅。駅番号はF12。

## 歴史
- 1922年（大正11年）4月18日：大阪鉄道の道明寺 - 布忍間延伸時に開業[1][2]。当初は島式1面2線のホームをもつ地上駅であった。
- 1943年（昭和18年）2月1日：関西急行鉄道が大阪鉄道を合併[3]。関西急行鉄道天王寺線の駅となる。
- 1944年（昭和19年）6月1日：戦時統合により関西急行鉄道が南海鉄道（現在の南海電気鉄道の前身。後に再独立）と合併、近畿日本鉄道南大阪線の駅となる[3]。
- 2007年（平成19年）4月1日：ICカード「PiTaPa」使用開始[4]。
- 2024年（令和6年）
  - 1月25日： 羽曳野市市制65周年を記念して、「羽曳野市 市制65周年記念入場券」を同年2月29日まで発売。なお、同市内の恵我ノ荘、古市駅も発売していたがそれぞれデザインが異なる。発売額は900円。1人5セットまでで、売切次第発売終了[5][6]。
  - 11月10日：終日無人化[7]。

## 駅構造
相対式2面2線ホームを持つ駅。ホーム有効長は6両。地下に改札・コンコース、地上にホームがある。改札口は1ヶ所のみ。
無人駅で、駅遠隔監視システムが導入されている（管理駅は藤井寺駅）。2024年（令和6年）11月9日まで、日中は有人駅だった。PiTaPa・ICOCA対応の自動改札機並びに自動精算機（回数券カード及びICカードのチャージに対応）が設置されている。

### のりば
| のりば | 路線       | 方向 | 行先             |
| ------ | ---------- | ---- | ---------------- |
| 1      | F 南大阪線 | 下り | 古市方面         |
| 2      | F 南大阪線 | 上り | 大阪阿部野橋方面 |

## 利用状況
2024年11月12日における1日乗降人員は6,242人である。
近年における1日乗降人員の推移は下表の通り。
| 年度               | 調査日   | 乗車人員 | 降車人員 | 乗降人員 | 出典        | 出典          |
| 年度               | 調査日   | 乗車人員 | 降車人員 | 乗降人員 | 近鉄        | 大阪府        |
| ------------------ | -------- | -------- | -------- | -------- | ----------- | ------------- |
| 1990年（平成02年） | 11月06日 | 4,415    | 4,283    | 8,698    |             | [ 大阪府 1 ]  |
| 1991年（平成03年） | -        | -        | -        | -        |             | [ 大阪府 2 ]  |
| 1992年（平成04年） | 11月10日 | 4,303    | 4,094    | 8,397    |             | [ 大阪府 3 ]  |
| 1993年（平成05年） | -        | -        | -        | -        |             | [ 大阪府 4 ]  |
| 1994年（平成06年） | -        | -        | -        | -        |             | [ 大阪府 5 ]  |
| 1995年（平成07年） | 12月05日 | 4,251    | 4,112    | 8,363    |             | [ 大阪府 6 ]  |
| 1996年（平成08年） | -        | -        | -        | -        |             | [ 大阪府 7 ]  |
| 1997年（平成09年） | -        | -        | -        | -        |             | [ 大阪府 8 ]  |
| 1998年（平成10年） | 11月10日 | 4,289    | 4,139    | 8,428    |             | [ 大阪府 9 ]  |
| 1999年（平成11年） | -        | -        | -        | -        |             | [ 大阪府 10 ] |
| 2000年（平成12年） | 11月07日 | 3,720    | 3,873    | 7,593    | [ 近鉄 1 ]  | [ 大阪府 11 ] |
| 2001年（平成13年） | -        | -        | -        | -        |             | [ 大阪府 12 ] |
| 2002年（平成14年） | -        | -        | -        | -        |             | [ 大阪府 13 ] |
| 2003年（平成15年） | 11月11日 | 3,578    | 3,488    | 7,066    | [ 近鉄 2 ]  | [ 大阪府 14 ] |
| 2004年（平成16年） | -        | -        | -        | -        |             | [ 大阪府 15 ] |
| 2005年（平成17年） | 11月08日 | 3,449    | 3,329    | 6,778    | [ 近鉄 3 ]  | [ 大阪府 16 ] |
| 2006年（平成18年） | -        | -        | -        | -        |             | [ 大阪府 17 ] |
| 2007年（平成19年） | -        | -        | -        | -        |             | [ 大阪府 18 ] |
| 2008年（平成20年） | 11月18日 | 3,317    | 3,320    | 6,637    |             | [ 大阪府 19 ] |
| 2009年（平成21年） | -        | -        | -        | -        |             | [ 大阪府 20 ] |
| 2010年（平成22年） | 11月09日 | 3,273    | 3,265    | 6,538    | [ 近鉄 4 ]  | [ 大阪府 21 ] |
| 2011年（平成23年） | -        | -        | -        | -        |             | [ 大阪府 22 ] |
| 2012年（平成24年） | 11月13日 | 3,130    | 3,076    | 6,206    | [ 近鉄 5 ]  | [ 大阪府 23 ] |
| 2013年（平成25年） | -        | -        | -        | -        |             | [ 大阪府 24 ] |
| 2014年（平成26年） | -        | -        | -        | -        |             | [ 大阪府 25 ] |
| 2015年（平成27年） | 11月10日 | 3,368    | 3,304    | 6,672    | [ 近鉄 6 ]  | [ 大阪府 26 ] |
| 2016年（平成28年） | -        | -        | -        | -        |             | [ 大阪府 27 ] |
| 2017年（平成29年） | -        | -        | -        | -        |             | [ 大阪府 28 ] |
| 2018年（平成30年） | 11月13日 | 3,315    | 3,332    | 6,647    | [ 近鉄 7 ]  | [ 大阪府 29 ] |
| 2019年（令和元年） | -        | -        | -        | -        |             | [ 大阪府 30 ] |
| 2020年（令和02年） | -        | -        | -        | -        |             | [ 大阪府 31 ] |
| 2021年（令和03年） | 11月09日 | 2,937    | 2,905    | 5,842    | [ 近鉄 8 ]  | [ 大阪府 32 ] |
| 2022年（令和04年） | 11月08日 | 3,117    | 3,092    | 6,209    | [ 近鉄 9 ]  | [ 大阪府 33 ] |
| 2023年（令和05年） | 11月07日 | 2,964    | 2,917    | 5,881    | [ 近鉄 10 ] | [ 大阪府 34 ] |
| 2024年（令和06年） | 11月12日 |          |          | 6,242    | [ 近鉄 11 ] |               |

## 駅周辺
駅付近は住宅地となっており、アパートやマンションも建つが田畑がわずかに残る。ロータリーは駅北側にあり、羽曳野市の公共施設循環福祉バス（自家用バス）も乗り入れている。その北隣には高鷲中学校がある。近鉄南大阪線は駅西側にある踏切で大阪府道191号線と交差する。
- 大津神社
- 島泉丸山古墳（伝雄略天皇陵）
- 陵南の森
- 吉村家住宅
- 羽曳野市立高鷲北小学校
- 羽曳野市立高鷲小学校
- 羽曳野市立高鷲南小学校
- 羽曳野市立高鷲中学校
- 羽曳野市立高鷲南中学校
- 大阪緑涼高等学校
- 大阪南消防組合大阪南消防局 柏羽藤消防署高鷲出張所
- 大阪府道191号島泉伊賀線

## 隣の駅
近畿日本鉄道
F 南大阪線
■急行・■区間急行・■準急
通過
■普通
恵我ノ荘駅 (F11) - 高鷲駅 (F12) - 藤井寺駅 (F13)
- 括弧内は駅番号を示す。

### 記事本文

### 利用状況
1. ↑  駅別一日乗降人員 南大阪線 吉野線 - 近畿日本鉄道
2. ↑  大阪府統計年鑑 - 大阪府

#### 近畿日本鉄道
1. ↑  駅別乗降人員 南大阪線 吉野線 - 近畿日本鉄道（ウェイバックマシン）
2. ↑  駅別乗降人員 南大阪線 吉野線 - 近畿日本鉄道（ウェイバックマシン）
3. ↑  駅別乗降人員 南大阪線 吉野線 - 近畿日本鉄道（ウェイバックマシン）
4. ↑  駅別乗降人員 南大阪線 吉野線 - 近畿日本鉄道（ウェイバックマシン）
5. ↑  駅別乗降人員 南大阪線 吉野線 - 近畿日本鉄道（ウェイバックマシン）
6. ↑  駅別乗降人員 南大阪線 吉野線 - 近畿日本鉄道（ウェイバックマシン）
7. ↑  駅別乗降人員 南大阪線 吉野線 - 近畿日本鉄道（ウェイバックマシン）
8. ↑  近鉄線駅別乗降人員データ【調査日：令和3年11月9日(火)】 (PDF)  - 近畿日本鉄道
9. ↑  近鉄線駅別乗降人員データ【調査日：令和4年11月8日(火)】 (PDF)  - 近畿日本鉄道
10. ↑  近鉄線駅別乗降人員データ【調査日：令和5年11月7日(火)】 (PDF)  - 近畿日本鉄道
11. ↑  近鉄線駅別乗降人員データ【調査日：令和6年11月12日(火)】 (PDF)  - 近畿日本鉄道

#### 大阪府統計年鑑
1. ↑  大阪府統計年鑑（平成3年） (PDF)
2. ↑  大阪府統計年鑑（平成4年） (PDF)
3. ↑  大阪府統計年鑑（平成5年） (PDF)
4. ↑  大阪府統計年鑑（平成6年） (PDF)
5. ↑  大阪府統計年鑑（平成7年） (PDF)
6. ↑  大阪府統計年鑑（平成8年） (PDF)
7. ↑  大阪府統計年鑑（平成9年） (PDF)
8. ↑  大阪府統計年鑑（平成10年） (PDF)
9. ↑  大阪府統計年鑑（平成11年） (PDF)
10. ↑  大阪府統計年鑑（平成12年） (PDF)
11. ↑  大阪府統計年鑑（平成13年） (PDF)
12. ↑  大阪府統計年鑑（平成14年） (PDF)
13. ↑  大阪府統計年鑑（平成15年） (PDF)
14. ↑  大阪府統計年鑑（平成16年） (PDF)
15. ↑  大阪府統計年鑑（平成17年） (PDF)
16. ↑  大阪府統計年鑑（平成18年） (PDF)
17. ↑  大阪府統計年鑑（平成19年） (PDF)
18. ↑  大阪府統計年鑑（平成20年） (PDF)
19. ↑  大阪府統計年鑑（平成21年） (PDF)
20. ↑  大阪府統計年鑑（平成22年） (PDF)
21. ↑  大阪府統計年鑑（平成23年） (PDF)
22. ↑  大阪府統計年鑑（平成24年） (PDF)
23. ↑  大阪府統計年鑑（平成25年） (PDF)
24. ↑  大阪府統計年鑑（平成26年） (PDF)
25. ↑  大阪府統計年鑑（平成27年） (PDF)
26. ↑  大阪府統計年鑑（平成28年） (PDF)
27. ↑  大阪府統計年鑑（平成29年） (PDF)
28. ↑  大阪府統計年鑑（平成30年） (PDF)
29. ↑  大阪府統計年鑑（令和元年） (PDF)
30. ↑  大阪府統計年鑑（令和2年） (PDF)
31. ↑  大阪府統計年鑑（令和3年） (PDF)
32. ↑  大阪府統計年鑑（令和4年） (PDF)
33. ↑  大阪府統計年鑑（令和5年） (PDF)
34. ↑  大阪府統計年鑑（令和6年） (PDF)